# 克雷拉 (馬里)
克雷拉（法語：Kéréla），是馬里的城鎮，位於該國西南部，由庫利科羅區的迪瓦拉省負責管轄，面積270.6平方公里，海拔高度327米，2009年人口12,849，人口密度每平方公里47.48人。